# Guntis Ulmanis
Guntis Ulmanis (* 13. září 1939, Riga) je lotyšský politik. V letech 1993–1999 byl prezidentem Lotyšska, historicky prvním po vystoupení země ze SSSR, pátým od roku 1918.
V letech 1965–1989 byl členem Komunistické strany Sovětského svazu. Roku 1992 vstoupil do agrárnické středové strany Lotyšský svaz zemědělců (Latvijas Zemnieku savienība). Roku 1993 ho parlament zvolil v dvoukolové volbě prezidentem, a to přesto, že po prvním kole byl až třetí, roku 1996 byl znovuzvolen, tentokrát již v prvním kole. Během výkonu své funkce například vyhlásil moratorium na udílení trestu smrti, jak žádala Evropská unie, o vstup do níž Ulmanis velmi usiloval.
Po skončení prezidentského mandátu odešel z politiky a stal se sociálním aktivistou. Založil nadaci, která pořádala Mistrovství světa v hokeji roku 2006 v Rize a zrekonstruovala Rižský zámek. Roku 2010 se do politiky vrátil na kandidátce nově vzniklého uskupení Pro dobro Lotyšska! (Par Labu Latviju!), které však ve volbách příliš neuspělo, získalo jen osm křesel v parlamentu.
Jeho prastrýcem byl Kārlis Ulmanis, prezident a premiér meziválečného Lotyšska.

## Vyznamenání
- velkokříž s řetězem Řádu tří hvězd – Lotyšsko[1]
- rytíř Řádu Serafínů – Švédsko, 12. října 1995
- velkokříž Řádu Vitolda Velikého – Litva, 2. května 1996[2]
- řetěz Řádu kříže země Panny Marie – Estonsko, 22. října 1996[3]
- rytíř Řádu slona – Dánsko, 18. března 1997[4]
- rytíř Řádu bílé orlice – Polsko, 28. dubna 1997 – udělil prezident Aleksander Kwaśniewski za zásluhy o rozvoj polsko-lotyšských vztahů[5]
- velkokříž s řetězem Řádu zásluh o Italskou republiku – Itálie, 21. května 1997[6]
- velkokříž Řádu islandského sokola – Island, 8. června 1998[7]
- velkokříž speciální třídy Záslužného řádu Spolkové republiky Německo – Německo
- velkokříž Řádu svatého Olafa – Norsko, 1998